# Vinyl Confessions
Albums de Kansas
Audio-Visions
(1980) Drastic Measures
(1983)
Singles
Vinyl Confessions est le huitième album studio de Kansas publié en juin  1982. Coproduit par le groupe avec Ken Scott, Vinyl Confessions est enregistré et mixé aux studios Chateau Recorders de North Hollywood.
Vinyl Confessions confirme la grave crise musicale et philosophique traversée par les musiciens du groupe : en effet, le chanteur-claviériste Steve Walsh, qui est un des éléments distinctifs du son du groupe et un musicien au jeu de scène particulièrement explosif, est remplacé par John Elefante. De même, le guitariste-leader et principal compositeur Kerry Livgren signe des textes indiquant de manière explicite sa conversion au christianisme évangélique. Ces changements de musiciens et cette nouvelle orientation religieuse prive le groupe du soutien de son public traditionnel. Malgré l'arrivée d'un nouveau public issu du monde évangélique, Vinyl Confessions est un échec commercial qui entérine le déclin commercial du groupe qui plus jamais ne retrouvera sa popularité des années 70. Cet échec provoque dans la foulée le départ du violoniste Robby Steinhardt, autre élément majeur du son du groupe.
Parmi les musiciens de studio impliqués dans l'enregistrement de Vinyl Confessions, on observe la présence de Roger Taylor, le batteur et chanteur de Queen qui participe aux chœurs sur les titres Right Away, Diamonds and Pearls et Play the Game Tonight.
À l'occasion de la tournée nord-américaine de l'été 1982, le concert donné le 21 juillet 1982 au Civic Auditorium d'Omaha est diffusé par MTV dans la série Saturday Night Specials puis publié officiellement au format VHS sous le titre Best of Kansas Live. Épuisée de longue date, la VHS originale n'a toujours pas à ce jour été officiellement rééditée au format DVD, toutes les éditions commercialisées dans ce format étant des éditions pirates.

## Titres
1. Play the Game Tonight (Phil Ehart, Danny Flower, Rob Frazier, Kerry Livgren, Rich Williams) – 3:26
2. Right Away (Dino Elefante, John Elefante) – 4:06
3. Fair Exchange (Kerry Livgren) – 5:01
4. Chasing Shadows (Dino Elefante, John Elefante) – 3:20
5. Diamonds and Pearls (Kerry Livgren) – 4:50
6. Face It (Dino Elefante, John Elefante) – 4:17
7. Windows (Kerry Livgren) – 3:32
8. Borderline (Kerry Livgren) – 4:00
9. Play On (John Elefante, Kerry Livgren) – 3:32
10. Crossfire (Kerry Livgren) – 6:35

## Singles
- Play the Game Tonight, classé no 17 du Billboard Hot 100 le 8 mai 1982
- Right Away, classé no 73 du Billboard Hot 100 le 21 août 1982
- Chasing Shadows, non classé

## Video Clips
- Play the Game Tonight
- Windows

## Musiciens
- Kerry Livgren : claviers, guitare
- John Elefante : claviers, chant
- Robby Steinhardt : violon, chant
- Rich Williams : guitare
- Dave Hope : basse
- Phil Ehart : batterie

## Éditions CD
- 1996 : Legacy/Epic Associated ZK 66418,  (EAN 0074646641828)
- 2011 : Rock Candy CANDY095,  (EAN 0827565057283)